# Montillot
Montillot település Franciaországban, Yonne megyében. Lakosainak száma 251 fő (2022. január 1.). Montillot Bois-d’Arcy (Yonne), Asnières-sous-Bois, Vézelay, Asquins, Givry, Blannay és Brosses községekkel határos.

## Népesség
A település népességének változása:
| Lakosok száma | 279  | 279  | 282  | 274  | 269  | 262  | 255  | 251  | 251  |
|               | 2013 | 2015 | 2016 | 2017 | 2018 | 2019 | 2020 | 2021 | 2022 |